# Eduard Grell
Eduard Grell (Berlino, 6 novembre 1800 – Berlino, 10 agosto 1886) è stato un compositore, organista e docente tedesco.

## Biografia
Grell studiò con Carl Friedrich Zelter e Carl Friedrich Rungenhagen. Nel 1817 fu organista presso la Chiesa di San Nicola di Berlino e successivamente organista e direttore dal 1853 al 1876 presso la Sing-Akademie zu Berlin. Nel 1853 fu professore di composizione presso l'Accademia delle arti di Prussia.

## Opere principali
- Die Israeliten in der Wüste
- 16stimmige Messe
- Pfingstlied für 3 Solo- und 4 Chorstimmen mit Begleitung des Pianoforte, op. 11
- Zwei achtstimmige Motetten, op. 22
- Drei Motetten für gemischten Chor, op. 34
- Te deum laudamus, op. 38